# ScanSoft
ScanSoft foi uma empresa de software que desenvolvia e vendia programas para reconhecimento óptico de caracteres (OCR) entre 1992 e 2004. Foi fundada com o nome de Visioneer, Inc em Massachusetts, Estados Unidos, e trocou o nome para ScanSoft em 1999. Finalmente adquiriu a empresa Nuance em 2004 e passou a usar o nome (razão social) de Nuance Communications, Inc.

## Histórico da Companhia
Originalmente voltada para a produção e comercialização de programas para reconhecimento óptico de caracteres (OCR), a partir de 2001 começou a se direcionar para o mercado de programas para reconhecimento de fala.
A ScanSoft cresceu bastante fazendo aquisições. As seguintes empresas foram adquiridas pela ScanSoft:
- Mar. 2000 — Caere Corp., de Los Gatos, California – 145 milhões de dólares
- Dez. 2001 — Lernout & Hauspie, de Ieper, Bélgica – $39,5 milhões de dólares

Essa aquisição ocorreu após a falência da Lernout & Hauspie. Antes, a Lernout & Hauspie havia adquirido as companhias de processamento de fala Centigram Communications Corporation (em 1997) por 5 milhões de dólares, Kurzweil AI (em 1998), FDC e Dragon Systems (em 2000). A Centigram Communications Corporation havia adquirido a The Telephone Connection, Inc. (em 1998) por $11,6 milhões de dólares.
- Out. 2002 — Philips Speech Processing, Dialogue Systems – $35,4  milhões de dólares

A Philips havia anteriormente adquirido a Voice Control Systems, que por sua vez havia adquirido a Pure Speech, Scott Instruments e VPC.
- Ago. 2003 — SpeechWorks, Inc., de Boston, Massachusetts, – $132  milhões de dólares

Os principais produtos da SpeechWorks eram sistemas de reconhecimento de fala, que foram depois incorporados à linha de produtos da Nuance. A SpeechWorks havia anteriormente adquirido a Eloquent Technologies, Inc., de Ithaca, New York (em 2000) por $17  milhões de dólares e a T-Netix.
- Jan. 2004 — LocusDialog, de Montreal, Quebec
- Mai. 2004 — Telelogue, Inc., de Iselin, New Jersey
- Nov. 2004 — Phonetic Systems, Ltd., de Burlington, Massachusetts and Israel – $35  milhões de dólares
- Nov. 2004 — ART Advanced Recognition Technologies, Ltd., de Tel Aviv, Israel – $21,5  milhões de dólares
- Nov. 2004 — Rhetorical Systems Ltd., de Scotland – $6,7  milhões de dólares
- Mai. 2005 — MedRemote Inc, de Westmont, Illinois - $6,2  milhões de dólares